# Förlossningsvården i Sverige
Förlossningsvården i Sverige är en del av Sveriges hälso- och sjukvård (se även hälso- och sjukvård). Den har utvecklats kraftigt under de senaste århundrandena, via tillkomsten av nya yrken och sätt att förlösa havande kvinnor. Under 1900-talet skedde en övergång från hemförlossning till att alla födde på förlossningsavdelning på sjukhus (barnbördshus), och i modern tid har hemförlossningar återigen blivit vanliga fast i mindre skala.

## 1800-talet
Förlossningsvården i Sverige genomgick stora förändringar under 1800-talet. Framförallt skedde dessa förändringar inom yrket som barnmorska som hade en mycket betydande roll inom förlossningsvården under den här tiden, men förändringar skedde även på grund av utveckling inom medicinska grenar som obstetrik och gynekologi. Förlossningsvården utvecklades även genom ny medicinsk kunskap som tillkom under århundradet, som till exempel aseptiken. Utvecklingen av svensk förlossningsvård under 1800-talet är även en konsekvens av utveckling inom utbildningen av både läkare och barnmorskor under 1800-talet. 
Under 1800-talet var hemförlossningar vanligast för kvinnor som skulle föda barn. Endast 2,8 % av alla förlossningar under 1800-talet skedde på en barnbördsanstalt. Den första i Sverige öppnade i Stockholm redan 1775. Därför valde den svenska hälso- och sjukvården att satsa på lokal utbildning av barnmorskor under 1800-talet istället för större kliniska institutioner som barnbördshus i de större städerna.

### Barnmorskan och läkaren

#### Barnmorskan

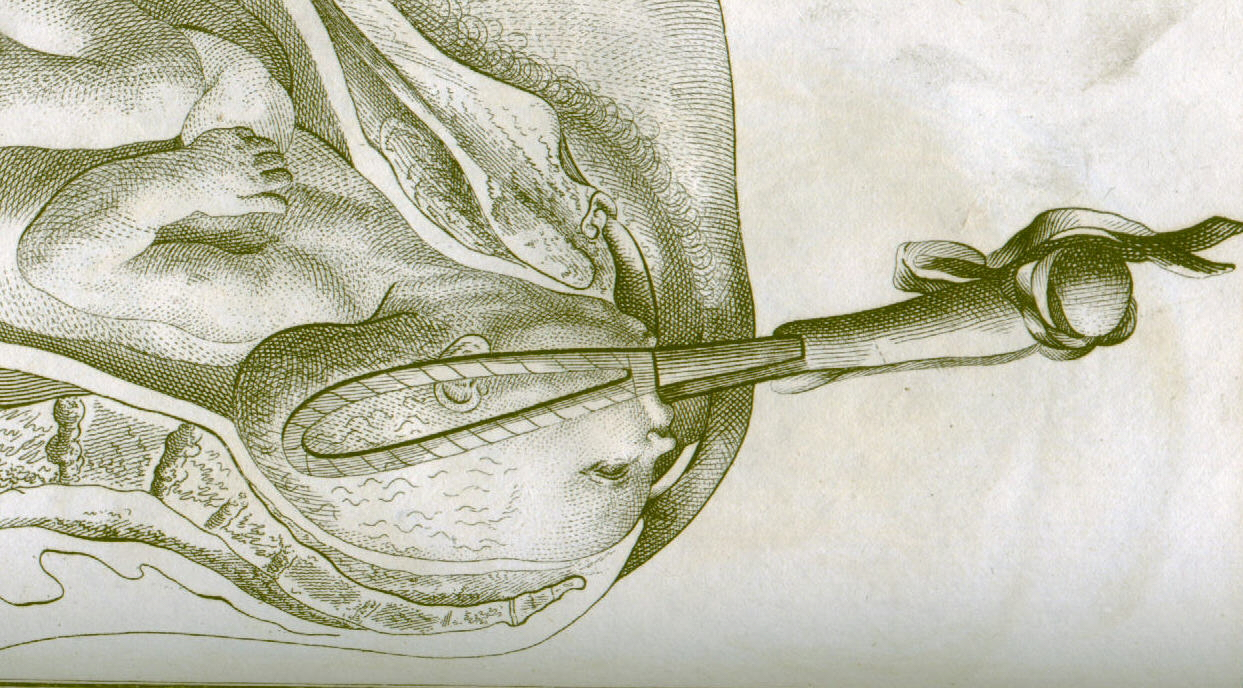
Förlossning med förlossningstång, innan 1750

Under slutet av 1700-talet och början av 1800-talet avslutades traditionen av att endast gifta kvinnor hade möjlighet att vara barnmorskor. Yrket blev alltså fritt, det vill säga att alla fick söka till utbildningen om att bli barnmorska. Övergången från jordemor till barnmorska skedde i början av 1800-talet och skillnaden mellan dessa var att de tidigare jordemödrarna inte var formellt utbildade utan kompetensen byggdes upp av erfarenhet av och råd av andra så kallade hjälpgummor och jordemorskrået försvann helt år 1814. Under 1700-talet hade Ständernas Sekreta utskottet anmärkt hur viktigt det var med barnmorskor, och av denna anledning föreslog man att en provinsialläkare borde undervisa jordegummorna i varje socken, men år 1819 infördes bestämmelser om att barnmorskor behövde ha en utbildning vid en erkänd läroanstalt. Samma år upphörde även skråväsendet, skrån var sammanslutningar av yrkesgrupper som var vanliga under medeltiden i städerna och för att få utöva yrket behövde man vinna inträde i ett skrå. Barnmorskornas skrån bestod av 40 barnmorskor fördelade över staden där alla jordegummor behövde avstå en del av sin betalning för att kunna samla in pengar som användes för att hjälpa gamla och sjuka skråmedlemmar. I och med att skråväsendet upphörde fick inte längre barnmorskorna någon försörjning under ålderdomen. Når skrået upphörde blev yrket fritt vilket betydde att vem som helst kunde söka till utbildningen. Under början av 1800-talet utbildningen för att bli barnmorska sex månader lång. De första barnmorskeutbildningarna hade dock redan grundats under 1700-talet, bland annat i Stockholm 1711 och i mitten av 1800-talet fanns det även i Lund och Göteborg. Under första halvan av 1800-talet ökade spridningen av lokal rekrytering av barnmorskor även om den från början möttes av motstånd från bondeståndet. Målet med den utökade undervisningen av barnmorskor var att varje socken skulle ha en utbildad barnmorska under uppsyn av en provinsialläkare efter 1822 års riktlinjer.

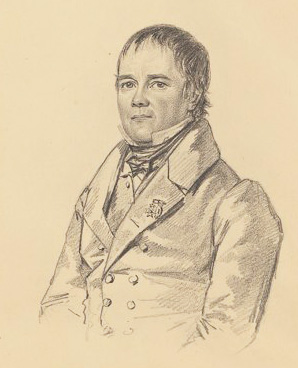
Pehr Gustaf Cederschjöld, 1836.

En av de större åtgärderna för att underlätta i förlossningsvården som skedde under den första halvan av 1800-talet var att professorn och läkaren Pehr Gustaf Cederschjöld gav rätten att använda sig av instrument när det inte fanns någon läkare tillgänglig, och från och med 1829 så gav han en utbildning i hur man använder förlossningstången. Denna typ av licens var unik för barnmorskor i Europa men var väl anpassad för ett glesbefolkat samhälle. Under Pehr Gustav Cederschjölds tid fick barnmorskeeleverna från och med 1822 mer systematiskt undersöka kvinnorna, förlösa dem och sköta dem efter förlossningen, de fick också lära klistir, göra insprutningar, katetrisera (vilket är att tömma urinblåsan), sätta blodiglar, koppa, öppna åder och vaccinera. Det var viktigt att barnmorskan alltid fanns tillgänglig och för att underlätta barnmorskans arbete fick de med 1840 års reglemente rätt till fri skjuts och kost men var även skyldiga att betala böter om de lämnade sitt hem utan att meddela var de befann sig. I ett nytt reglemente år 1856 tillkom det att barnmorskor skulle lära sig vård av spädbarn. Detta regemente var första gången denna uppgift skrevs ner. Mellan åren 1860 och 1895 skedde en markant ökning i antalet barnmorskeassisterade förlossningar i Sverige, från 40 % till 78 % av alla förlossningar.

#### Läkaren
Under 1700-talet hade svenska läkare börjat intressera sig för förlossningsvården och fick en obligatorisk och planlagd utbildning inom obstetrik under läkarutbildningen efter att karolinska institutet öppnat år 1810. Obstetriken var under denna tid en ny gren inom läkarvetenskapen. Under 1820-talet när Pehr Gustaf Cederschiöld tillträtt som professor blev det obligatorisk för de blivande läkarna att praktisera fyra månader på Allmänna BB. För att anses vara fullärd som läkare behövde praktikanterna delta i 15 förlossningar.

#### Förhållandet mellan läkaren och barnmorskan
När både barnmorskeutbildningen och läkarutbildningen förekom på Allmänna BB uppstod det en konkurrens om patienter mellan professorerna för läkar- respektive barnmorskeutbildningen, men år 1865 separerades dessa utbildningar geografiskt då barnmorskeutbildningen flyttades till provisoriskt barnbördshus på Södermalm. Under 1870-talet skedde det en till två förlossningar varje dag på Allmänna BB, vilket betyder att det skedde ungefär 500 förlossningar per år. Det fanns 15 läkarkandidater som praktiserade i fyra månader var, på grund av detta fanns det gott om undervisningsmaterial för de blivande läkarna, detta gynnade läkarna eftersom det fanns mer undervisningsmaterial för dem än för barnmorskeeleverna som studerade på annan plats.

### Barna- och mödradödlighet

#### Mödradödlighet
Under mitten av 1700-talet låg mödradödligheten på 900 per 100 000 levande födda barn. Mellan åren 1800 och 1899 var det absolut vanligast att kvinnor som avled i samband med förlossning avled på grund av graviditetsförgiftning, svår förlossning eller blödning med en mödradödlighet av 322 per 100 000 levande födda barn. Efter detta följde fall av tuberkulos, blodförgiftning, lunginflammation, tyfoidfeber, dysenteri, hjärtsjukdom och undernäring som betydande orsaker till mödradödlighet under 1800-talet. 
Barnsängsfeber var huvudorsaken till dödsfallen på barnbördsanstalter under 1800-talet. Barnsängsfeber smittar av bakterier som efter förlossningar angriper den såriga och känsliga livmodern. I värsta fall kan även bakterierna sprida sig till bukhinnan vilken kan leda till bukhinneinflammation. Vissa bakterier, bland annat de hemolytiska streptokockerna kan bilda ett gift som sprider sig via blodbanan och kan orsaka allmän blodförgiftning och sepsis. Om inte kvinnor drabbade av detta får antibiotika avlider kvinnan. 
Med ökningen av barnmorskeassisterade förlossningar följde även en betydlig ökning av dödsfall på grund av barnsängsfeber mellan åren 1860 och 1880, men majoriteten av mödradödsfall skedde under 1800-talet vid hemförlossningar. De ökade fallen av barnsängsfeber kan både bero på en allmän ökning i infektionsdödlighet och ökning av medverkande av barnmorskor vid förlossningar. Under åren 1814–1840 dog i genomsnitt en av tjugo kvinnor inlagda på de allmänna barnbördshusen och år 1840 hade dessa siffror stigit till att en av fem kvinnor dog av barnsängsfeber. Läkarna under denna tid kunde inte förklara dödsfallen och valde istället att skylla på mystiska förseelser och atmosfäriska inflytanden, sånt som inte stod i människans makt att kunna hantera. Dessa barnsängsepidemier återkom år för år. För att bekämpa dem stängde man bland annat de drabbade barnbördshusen för storrengöringar, men infektionerna kom tillbaka snabbt efter de öppnades igen. Läkarna kallade barnsängsfebern för miasma vilket betyder luftsmitta och man trodde att den bäst kunde bekämpas genom vädring. På barnbördshusen byggdes det ventilationsluckor till fönstren, man tvättade golv och väggar, målade om, vädrade, tvättade linne, lakan och filtar och kokade taglet i madrasserna. Ett speciellt rum användes för att isolera de som smittade. Efter varje dödsfall röktes rummen med brinnande gråpapper och de ångades även med klor. Ingen av dessa metoder lyckades sänka sjukdomsfallen i barnsängsfeber.
Aseptiken blev mer allmänt tillämpad på barnbördsanstalter först under 1870-talet och ledde till en omfattande minskning i barnsängsfeber med 95 % och år 1881 tillkom ett cirkulär till landets barnmorskor från Medicinalstyrelsen som bestod av instruktioner för handhygien. Redan innan aseptikens genombrott i slutet av 1800-talet hade läkaren Ignaz Semmelweis under 1840-talet genom sina studier bevisat att andelen mödrar som dog i barnsängsfeber minskade när de som hjälpte till med förlossningen tvättade händerna. Framåt slutet av 1800-talet stod det klart även i Sverige att det var handen som orsakade barnsängsfebern och inte "miasma". Hösten 1877 infördes handtvätt med karbolsyrelösning på Allmänna BB vilket ledde till att dödsfallen i barnsängsfebern sjöng från 4,2 % år 1877 till 0,32 % år 1878 och 1879 tillkom regler om barnmorskans personliga hygien som bland annat sa att barnmorskan skulle vara utrustad med en lösning av karbolsyra.

#### Barnadödlighet
Spädbarnsdödligheten, vilket är barn som dör innan det har fyllt ett år, var i Sverige i början av 1800-talet mycket hög. År 1820 dog vart fjärde spädbarn i Sverige, hundra år senare dog cirka en på tio. Mellan åren 1851 och 1860 dog 146 spädbarn per 1000 födda och den genomsnittliga siffran på antal födda barn under dessa år var 119 000 barn per år. 

### Fosterbarnsindustrin
På grund av Gustav III:s Barnamordsplakatet år 1778 kunde ogifta kvinnor i Sverige föda barn på okänd ort utan att behöva uppge sitt namn eller namnet på fadern till barnet. På grund av att fadern kunde förbli anonym behövde många av fäderna inte heller betala underhållsbidrag. I samband med att män inte behövde ta rättsligt ansvar föddes fler barn utanför äktenskapet i Sverige och mödrarna till barnen fick hela försörjningsansvaret. På grund av detta ökade antalet barnhemsbarn och fosterbarn i Sverige under 1800-talet. År 1889 bodde 38 % av barn födda utanför äktenskap hos en förälder vid sex månaders ålder. 19 % bodde antingen på barnhem, på fosterhem eller hos fattigvården. Eftersom antalet barn födda utanför äktenskap ökade så ökade även antalet barnhem i Sverige med idén om att mödrar anonymt kunde överlämna sina barn. Om mödrarna inte hade råd med avgiften för att lämna in sitt barn på barnhem eller fosterhem hade de möjligheten att "amma in" sitt barn. Då betalades avgiften i stället med bröstmjölk åt hennes eget och möjligen ett annat barn. Mot slutet av 1800-talet kom detta att betraktas som "fosterbarnsindustrin" där fostermödrar kunde tjäna pengar på ogifta mödrar i utsatta situationer.

## 1900-talet och tidigt 2000-tal

### Hemförlossning i början av 1900-talet
På grund av risken för allvarliga konsekvenser är ett barns födelse en dramatisk händelse. Omhändertagandet av kvinnan och det nyfödda barnet har däremot varit mycket olika. Vid 1900-talets början förändrades både ritualer och materiella villkor starkt och snabbt i Sverige. Nya förlossningsredskap skapades och introducerades för barnmorskan vilket gjorde det lite enklare under förlossningar. Detta då i jämförelse till 1800-talets förlossningsvård. Under 1900-talet var stora delar av Sverige mycket fattigt vilket ledde till att kvinnor inte hade möjlighet till att kunna välja födelseplats vilket resulterade till att de flesta kvinnorna födde hemma. En del kvinnor hade inte ens tillgång till förlossningshjälpare. 

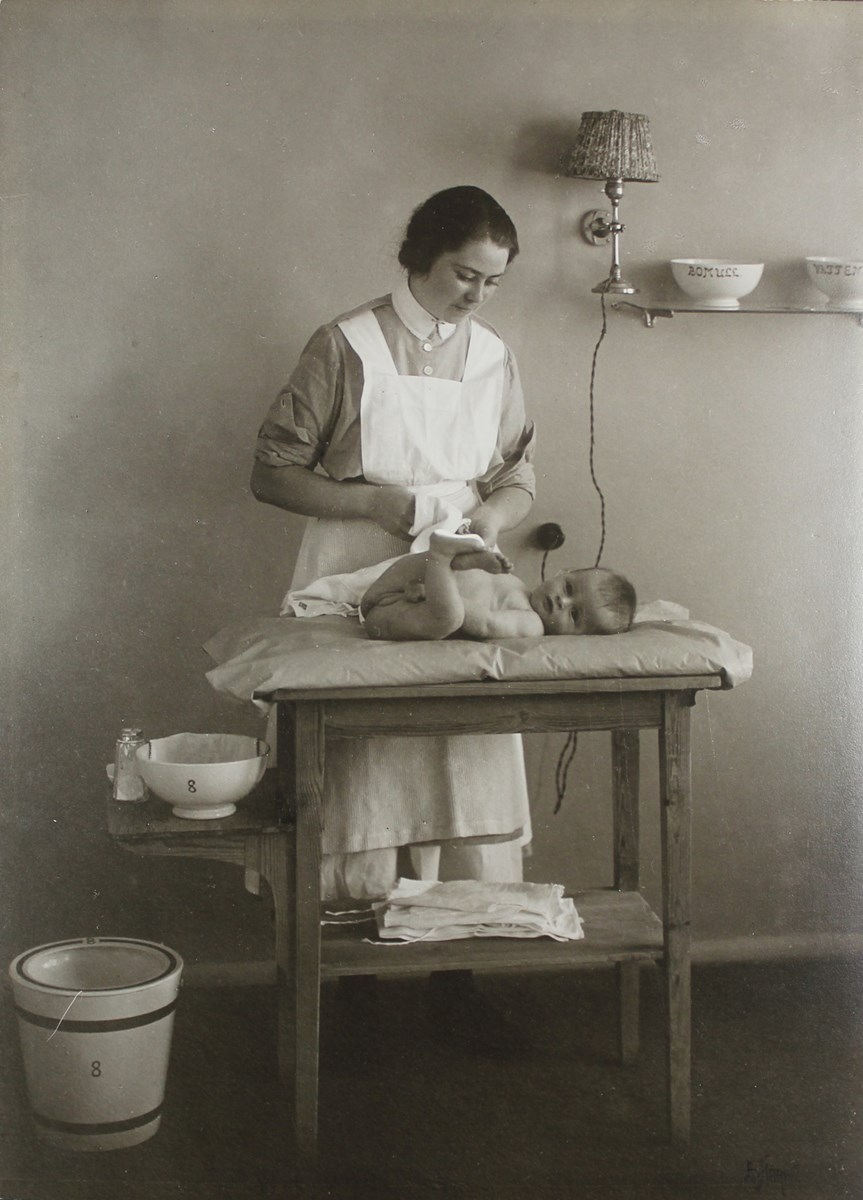
Ett spädbarn på skötbordet

Det var bara på slutet av 1700-talet år sedan som de första barnmorskorna utbildades och det var dessutom inte i Sverige, utbildningen skedde rum i Finland och det ställdes strama krav på dem alla. I början på 1900-talet föddes 90 procent av alla barn i hemmet och då var barnmorskorna inte sammanbundna till ett sjukhus utan besökte kvinnorna i deras hem. Barnmorskorna behövde alltså vid denna tid ta sin väska med förlossningsredskap och ta sig runt på landsbygden för att besöka kvinnorna som skulle föda. Väl på plats föddes barnen i sängen, på bordet eller på utdragssoffan vanligtvis. Under denna tid var det bara mycket komplicerade fall som skickades till sjukhus. Det var förutbestämt innan förlossningen att någon med bud skickades till barnmorskan för att informera när det var dags. Oavsett väder var det självfallet att barnmorskan skulle komma till kvinnan, det kunde resultera med till fots, cykel, häst, båt, spark eller skidor.
Familjen gav barnmorskan mat och dryck när det beordrades så det enda barnmorskan bar med sig var sin tunga barnmorskeväska med allt som behövdes inför förlossningen. Barnmorskan stannade hos mamman fram till allt var bra vilket kunde resultera till flera dagar. Under ett helt år var statistiken på att en barnmorska deltog under 41 förlossningar. Förlossningsvården utvecklades och mellan åren 1920-1940 föddes 35 procent av alla barn i hemmet. Fram till 1940-talet var barnmorskorna noga med att förlossningen skulle få ta den tid det tar och att barnet och modern ska klara av förlossningen utan större skador. 1937 gjordes förlossningsvård gratis och förebyggande barn- och mödravård infördes. Det var ny tid och nu ökade det medicinska intresset, instrumentala ingrepp diskuterades, exempelvis med sugklocka och tång. Antibiotikan uppmärksammades och nu försvann infektionerna på kvinnorna.     

### Från hemförlossning till BB under 1960-talet

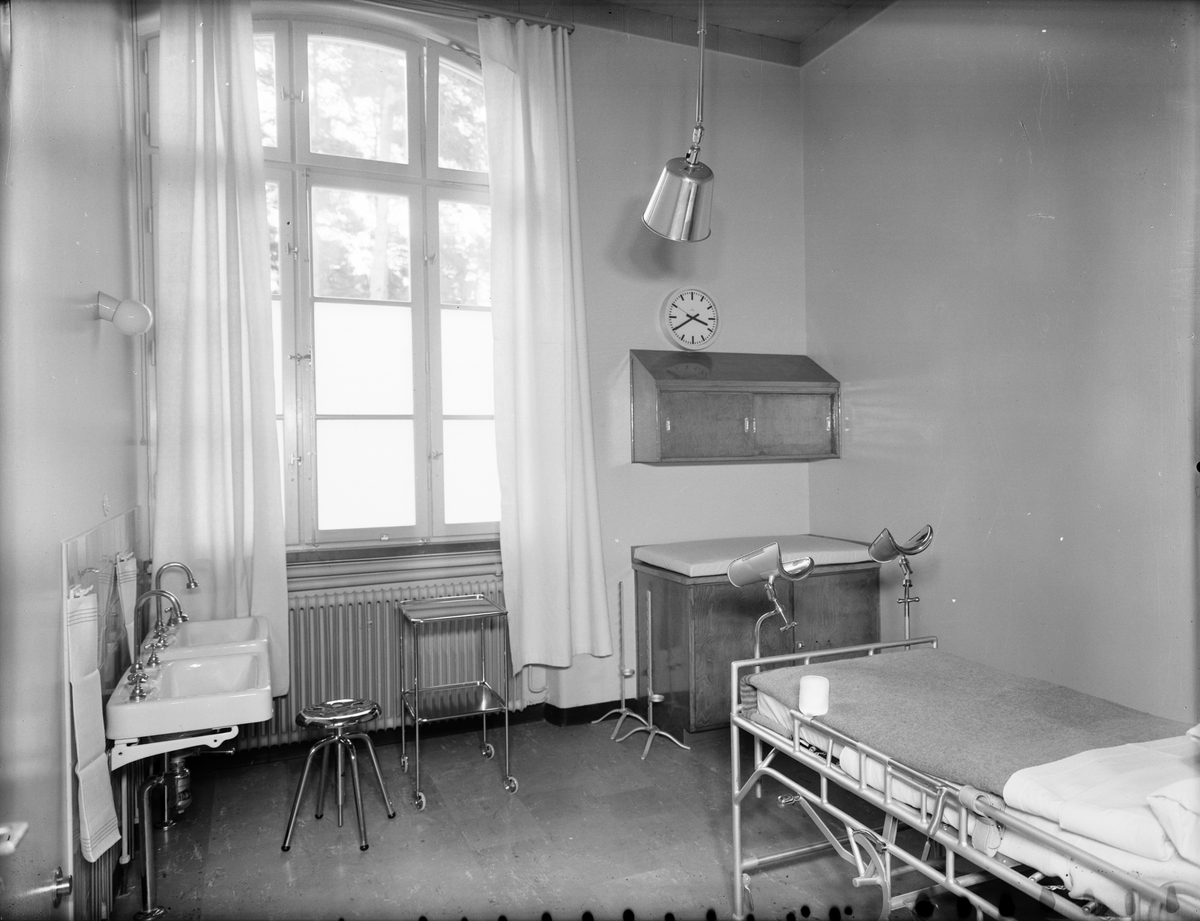
Förlossningssal på barnbördshus

Från 1960 och framåt sker så gott som alla förlossningar på sjukhus. Länge var männen helt uteslutna från den kvinnliga angelägenhet som en förlossning ansågs vara. Detsamma gällde fadern till spädbarnet. Det vanligaste var att männen fick vänta utanför rummet under förlossningen. Utvecklingen fortsatte framåt och på 1970-talet var nästan alla män inne hos kvinnan.
Under 1970-talet började kvinnan att ställa mer krav på förlossningen. Smärtlindring blev en lagstadgad rättighet.
På 1980-talet uppmärksammades kejsarsnitt och ryggbedövning. Dessa två tillvägagångssätt användes inom förlossningsvården. Ökningen beror också på att kejsarsnitten har blivit mycket säkrare. Utvecklingen av olika metoder och hjälpmedel hade förbättrats och sjukhuset fokuserade på att erbjuda hemlika miljöer i förlossningssalarna.
1962 föddes 99,7 procent av alla barn på sjukhusets förlossningsavdelningar i Sverige.
På 2000-talet är barnmorskan fortfarande ett kvinnodominerat yrke. Fadern till spädbarnet har alltid möjlighet att finnas med under förlossningen.

## Hemförlossning på 2000-talet
I kontrast mot början av 1900-talet är hemförlossningar numera möjliga att genomföra under god säkerhet. Mödrarna är i bättre fysiskt skick än var de var på 1930-talet. Barnmorskan kontrollerar kvinnorna regelbundet med flera kontroller än vad de gjorde tidigare genom mödravården. Möjligheterna att upptäcka eventuella komplikationer på förhand har ökat genom utveckling av kontroll hjälp. Världshälsoorganisationen ger stöd till att kvinnan själv ska få välja var hon känner sig mest obekymrad, vilket kan resultera till en hemförlossning. Sveriges sjukvård framhåller däremot att detta gäller kvinnor med lågriskgraviditet.
Kvinnorna kan av många olika anledningar välja att föda hemma; de vill föda i en lugn och trygg miljö, en barnmorska som de känner sig bekväm med, vara nära sin familj, ha kontroll eller har tidigare negativa erfarenheter av förlossningsvården på sjukhus.
Det är viktigare att kvinnorna bygger på en relation till barnmorskan redan under graviditeten när de väljer att föda hemma. Vid en hemförlossning skall det finnas en plan hur en eventuell transport till sjukhus ska ske vid en tillstötande svårighet.